# Jonvelle
Jonvelle település Franciaországban, Haute-Saône megyében. Lakosainak száma 101 fő (2022. január 1.). Jonvelle Bousseraucourt, Enfonvelle, Bourbévelle, Montcourt, Villars-le-Pautel, Ameuvelle, Châtillon-sur-Saône és Grignoncourt községekkel határos.

## Népesség
A település népességének változása:
| Lakosok száma | 137  | 130  | 128  | 126  | 125  | 124  | 117  | 109  | 101  |
|               | 2013 | 2015 | 2016 | 2017 | 2018 | 2019 | 2020 | 2021 | 2022 |